# ジェイミー・ジョージ
ジェイミー・ジョージ（Jamie George、1990年10月20日 - ）は、プレミアシップのサラセンズに所属するラグビーユニオン選手。

## プロフィール
- 2025年3月9日、イングランド代表7人目となる100キャップを獲得[1][2]。
- ラグビーワールドカップ2015・ラグビーワールドカップ2019・ラグビーワールドカップ2023に出場した[3][4]。

## 略歴
2009年、サラセンズに加入。同年11月、アングロ・ウェルシュ・カップのノーサンプトン・セインツ戦でプロクラブデビューを果たした。 
同じく2009年、IRBジュニア世界選手権（現・ワールドラグビーU20チャンピオンシップ）にU20イングランド代表として先発出場し、準優勝。 
2010年のU20シックス・ネイションズ・チャンピオンシップに出場し、ウェールズ戦でトライを決めた。 
2015年8月22日、フランスとのワールドカップ前哨戦でイングランド代表初キャップを獲得。ラグビーワールドカップ2015にも出場した。 
2016年1月、エディー・ジョーンズがヘッドコーチを務めるイングランド代表で、2016年シックス・ネイションズ・チャンピオンシップに出場。オーストラリア遠征では、代表として初のトライを決めた。 
2017年、ブリティッシュ・アンド・アイリッシュ・ライオンズに選出され、6試合（うちテストマッチ3試合）に出場した。 
ラグビーワールドカップ2019のノックアウトステージでは、3試合すべてに先発出場した。 
2020年10月31日、代表50キャップを獲得。 
2021年、ブリティッシュ・アンド・アイリッシュ・ライオンズに再び選出され、3試合出場した（いずれもテストマッチ非対象）。 
ラグビーワールドカップ2023では、準々決勝・準決勝を含め、全試合に出場した。 
2024年のシックス・ネイションズを前に、オーウェン・ファレルに代わりイングランド代表のキャプテンに任命された。 
2024年11月、オータム・ネイションズ・シリーズの日本戦でもキャプテンを務め、2トライを決めた。 
2025年3月9日、シックス・ネイションズのイタリア戦に出場し、イングランド代表7人目となる100キャップを獲得した。 